# Buřňák středomořský

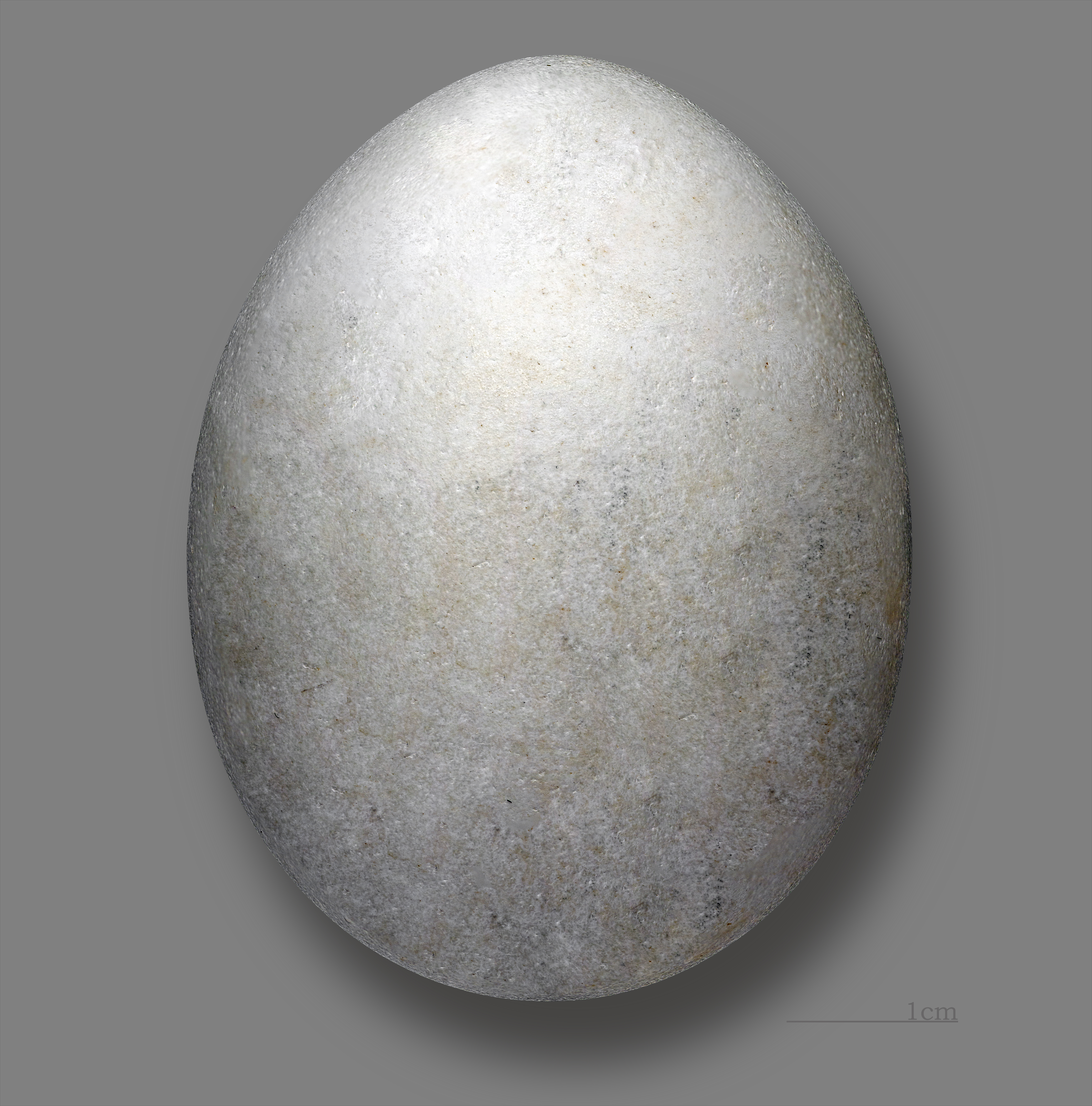
Vejce.

Buřňák středomořský (Puffinus yelkouan) je středně velký mořský pták z čeledi buřňákovitých, z rodu Puffinus. Někteří biologové označují tento druh i jako poddruh buřňáka severního, oficiálně je to ale samostatný druh.

## Taxonomie
Buřňák středomořský byl dříve považován za poddruh buřňáka severního. Od jejich rozdělení již uplynulo více než deset let, někteří biologové ale stále buřňáka středomořského uvádějí jako poddruh. Krátce po jejich rozdělení se od sebe oddělili i buřňák severní a baleárský. Pravděpodobně se skutečně jedná o příbuzné druhy, ale rozdělily se již před více než 2 miliony let.
Buřňák středomořský nemá žádné poddruhy.

## Popis
Buřňák středomořský je 30–38 cm dlouhý pták s rozpětím křídel od 76 do 89 cm. Je pro ně typické plachtění nad vodou, při kterém jedno křídlo ve vodě máčí a vytváří „brázdu“. Ve výšce vypadají buřňáci středomořští jako letící kříž, jelikož mají křídla vůči tělu v 90° úhlu. Dolní partie těla jsou bílé, horní partie tmavě hnědé až šedé.
Při letu nad mořem jsou tišší a nevydávají žádné zvuky, v chovných koloniích jsou ale naopak velmi hlasití. Vydávají zvuky podobné chraptivému kdákání, které je vyšší než u buřňáků severních.
Buřňáka středomořského je snadno zaměnit s buřňákem baleárským, který se po většinu roku vyskytuje na podobných místech a má také špinavě bílé dolní partie. Dalším podobným druhem je již zmíněný buřňák severní, ten se ale jen málokdy ukáže na místech, kde bychom našli buřňáka středomořského.

## Ekologie a populace
Buřňáci středomořští se množí na ostrovech a útesech východního a centrálního Středomoří. Většina jedinců tráví zimu nad mořem, jiní ke konci léta zavítají až do Atlantiku. Hnízdí v norách, kterou navštěvují pouze v noci, aby zabránili predaci ze strany velkých racků, divokých koček nebo prasat. Jedním z jejich nejčastějších hnízdišť je ostrov Le Levant. Jedná se sice o hnízdiště, kde se ročně ukazuje nejvíce párů, avšak predátoři zde ročně zabíjí přes tisíc kusů buřňáků středomořských. Proto se předpokládá blízký zánik populace těchto buřňáků na ostrově.
Je to pták, který se sdružuje do velkých skupin i mimo období rozmnožování, zejména pak na podzim. Někdy až agresivně pronásledují lodě, na kterých požírají zbytky. Jinak se živí menšími rybami a měkkýši.
Dříve se buřňákům příliš pozornosti nevěnovalo, po jednom z mála výzkumů se ukázalo, že se jedná o ohrožený druh, proto IUCN od roku 2012 buřňáka středomořského označuje jako zranitelného.